# ルートヴィヒ・ゼンフル

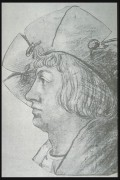
ルートヴィヒ・ゼンフル

ルートヴィヒ・ゼンフル（Ludwig Senfl, 1486年ごろ - 1542年12月2日 / 1543年8月10日）は、スイス出身のドイツ・ルネサンス音楽の作曲家。
イザークの高弟やルターの友人としても歴史的に名を残している。神聖ローマ帝国皇帝マクシミリアン1世の宮廷で楽師を務めた後、フランドル楽派の作曲様式をドイツに伝えた。

## 生涯
バーゼルに生まれ、チューリヒで少年時代を送る。1496年に皇帝マクシミリアン1世のアウクスブルクの宮廷に加わり、1504年の一度きりの里帰りを除いて、二度と帰国しなかった。1497年にウィーンの帝室礼拝堂の聖歌隊員となるが、やがて声変わりを迎えると、当時の聖歌隊を追われた青少年の習慣に従って、おそらく1500年から1504年までの間に、3年にわたって聖職者を目指して学生生活を送っている。この間にハインリヒ・イザークに師事し、その浄書係も務めた。イザークのライフワークにして最大の作品である《コラリス・コンスタンティヌス》を写譜したことや、この作品をイザークが完成させられずに世を去ると、ゼンフル青年が補筆して実用版をまとめ上げたことは、西洋音楽史の有名な逸話である。
1508年から1510年までしばらく研修旅行でイタリアを巡った後、ウィーンの帝室礼拝堂に復帰し、1517年に旧師イザークが没すると、その後任としてマクシミリアン1世より宮廷作曲家に任命される。
翌1518年に狩猟の事故で片足を切断、1年のあいだ廃疾者として過ごす。そのうえ1519年にマクシミリアン1世が崩御すると、新皇帝カール5世は宮廷楽団員をあらかた解雇し、ゼンフルも職を失った。しかもカール5世は、前皇帝がゼンフルに保証した廃疾給付の支払いを反古にしたのである。
それからゼンフルは2年間、主に職探しのため各地を遍歴するが、積極的な作曲活動も行なった。1521年にはウォルムス帝国議会にも出席し、公式にプロテスタントに改宗したことはなかったものの、マルティン・ルターに好意的になり、後に宗教裁判所で訊問を受けて僧籍を諦めざるを得なくなる。1530年よりルター派のプロイセン大公アルブレヒトや、ルター本人と旺盛な文通を行うに至った。
最終的にゼンフルはミュンヘンの宮廷楽団員として雇われ、そのままこの地で一生を送ることとなった。当時のバイエルン大公が、比較的プロテスタントに寛容だったためもある。アルブレヒト大公との往復書簡からすると、ゼンフルは1540年になるまでには病に倒れていたらしく、1543年の前半には故人となっていた。

## 作品と影響力
ゼンフルは、17世紀までドイツで人気と影響力のある作曲家であった。とりわけ旋律的な才能に恵まれ、その旋律線は暖かな叙情性を帯びている。作曲家としては折衷的であり、宗教曲においても世俗曲においても手馴れていたが、イザークやジョスカンなど、フランドル楽派の前世代が示した手本を慎重に模倣するにとどまり、同時代の新傾向には染まらなかった。
技術的に見てゼンフル作品は、非常に古めかしいところがあり、むしろ15世紀に流行った定旋律技法を用いるなどしている。とはいえ、ゼンフルの多用した並行3度や並行6度のパッセージは、（三和音のアルペッジョを多用しがちなドイツ民謡からも分かるように）ドイツ人にはなじみやすく、歌いやすいものだった。
ゼンフルの宗教曲は、ミサ曲やモテット、聖母マリアの夕べの祈り、マニフィカトなどがある。ラテン語の典礼文によるもののほかに、ごく僅かながら、プロイセン大公アルブレヒトのために、ドイツ語の典礼文や祈祷文による宗教曲も手懸けた。
ドイツ語の世俗歌曲もふんだんに作曲しており、この分野においては、イザークと、バイエルン宮廷における後輩ラッススの間をとりもつ役割を果たした。ゼンフルのリートは、性格において多様性に富んでおり、構成面で見ても、定旋律による簡素なものから、カノンやクォドリベットなど対位法的な力作までと様々である。